# Väster-Vontjärnen
Väster-Vontjärnen är en sjö i Bräcke kommun i Jämtland och ingår i Ljungans huvudavrinningsområde.